# تروخيو (بيرو)
تروخيو (بالإسبانية: Trujillo)‏ مدينة تقع في شمال غرب البيرو، وهي عاصمة منطقة ليبرتاد، وثالث أكبر مدينة في بيرو. المناطق الحضرية يسكنها 811,979 نسمة، تعد المدينة مركزا اقتصاديا في شمال بيرو. تقع المدينة على ضفاف نهر موتشي، بالقرب من مصبه في المحيط الهادئ، في وادي له هيمنة ثقافية عظيمة.
قد تصورتروخيلو على أنها مدينة واحدة، تروخيلو ليست وحدة إدارية واحدة، بل هي جوهر أو مركز منطقة العاصمة الكبرى التي تغطي مساحة قدرها 110,000 هكتار، وتتكون من 9 البلديات في المحافظة، ويبلغ عدد سكانها أكثر من يقيم السكان 804,000، تشكل نفسها على أنها ثالث أكبر منطقة حضرية من حيث عدد السكان في بيرو.
لم يتم تعريف تأسيس المدينة بدقة، فمن المعروف أنه كان دييغو دي ألماغرو فقامت عام 6 ديسمبر 1534 تحت اسم "نيو قشتالة تروخيو، وهي منطقة كان يسكنها الحضارات القديمة، وبعد تأسيسها قدم مسؤول من جانب فرانسيسكو بيزارو في 5 مارس 1535، التاريخ الذي استقر الفصل الأول، وإداريًا وتجاريًا في مدينة كبرى للتاج الإسباني في بيرو.
لدوره في عملية الاستقلال، تروخيلو حصلت على لقب «مدينة الاستحقاق وفية للوطن»، والمدينة هي مسقط رأس السلطة القضائية في بيرو، وقد اجتمعوا مرتين مع دور الدولة الرأسمالية وكانت مسرحًا لثورة تروخيو في عام 1932.
و تعرف تروخيو باسم «مدينة الينابيع الخالدة»، «رأس المال الوطني مارينارا» و«عاصمة الثقافة البيروفية» (لقب] 6 فاز بها قدر كبير من الفعاليات الثقافية الوطنية والدولية التي تجري في المدينة، من بينها و«المسابقة الوطنية مارينارا» و«المهرجان الدولي للربيع و» المعرض الدولي للكتاب، وهو واحد من بين الأحداث الثقافية الأكثر أهمية في البلاد.
على مستوى العاصمة، تروخيلو تضم اثنين من المواقع الأثرية، حيث البيوت والمعالم الأثرية الهامة قبل اكتشاف كولومبوس مثل تشان تشان، أكبر مدينة الطين في العالم القديم، أعلنت التراث العالمي من قبل اليونسكو في عام 1986 أيضا، ومعابد الشمس، وهو أكبر أدوبي في بيرو وهرم القمر.

## المناخ
يظهر الجدول التالي التغييرات المناخية على مدار السنة لتروخيو:
| البيانات المناخية لـتروخيو                                                                                             | البيانات المناخية لـتروخيو | البيانات المناخية لـتروخيو | البيانات المناخية لـتروخيو | البيانات المناخية لـتروخيو | البيانات المناخية لـتروخيو | البيانات المناخية لـتروخيو | البيانات المناخية لـتروخيو | البيانات المناخية لـتروخيو | البيانات المناخية لـتروخيو | البيانات المناخية لـتروخيو | البيانات المناخية لـتروخيو | البيانات المناخية لـتروخيو | البيانات المناخية لـتروخيو |
| الشهر | يناير                      | فبراير                     | مارس                       | أبريل                      | مايو                       | يونيو                      | يوليو                      | أغسطس                      | سبتمبر                     | أكتوبر                     | نوفمبر                     | ديسمبر                     | المعدل السنوي              |
| --- | -------------------------- | -------------------------- | -------------------------- | -------------------------- | -------------------------- | -------------------------- | -------------------------- | -------------------------- | -------------------------- | -------------------------- | -------------------------- | -------------------------- | -------------------------- |
| الدرجة القصوى °م (°ف)                                                                                                  | 32.0 (89.6)                | 35.0 (95.0)                | 36.0 (96.8)                | 35.0 (95.0)                | 32.7 (90.9)                | 30.0 (86.0)                | 29.3 (84.7)                | 27.0 (80.6)                | 27.4 (81.3)                | 30.5 (86.9)                | 28.0 (82.4)                | 29.5 (85.1)                | 36.0 (96.8)                |
| متوسط درجة الحرارة الكبرى °م (°ف)                                                                                      | 25.0 (77.0)                | 26.0 (78.8)                | 26.0 (78.8)                | 24.5 (76.1)                | 23.2 (73.8)                | 22.0 (71.6)                | 21.1 (70.0)                | 20.4 (68.7)                | 20.4 (68.7)                | 20.9 (69.6)                | 22.1 (71.8)                | 23.5 (74.3)                | 22.9 (73.2)                |
| المتوسط اليومي °م (°ف)                                                                                                 | 21.0 (69.8)                | 22.1 (71.8)                | 22.0 (71.6)                | 20.7 (69.3)                | 19.1 (66.4)                | 18.4 (65.1)                | 17.8 (64.0)                | 17.1 (62.8)                | 16.8 (62.2)                | 17.1 (62.8)                | 18.0 (64.4)                | 19.5 (67.1)                | 19.1 (66.4)                |
| متوسط درجة الحرارة الصغرى °م (°ف)                                                                                      | 16.9 (62.4)                | 17.8 (64.0)                | 18.0 (64.4)                | 16.8 (62.2)                | 15.7 (60.3)                | 15.0 (59.0)                | 14.4 (57.9)                | 14.1 (57.4)                | 14.0 (57.2)                | 14.1 (57.4)                | 14.6 (58.3)                | 14.7 (58.5)                | 15.5 (59.9)                |
| أدنى درجة حرارة °م (°ف)                                                                                                | 11.6 (52.9)                | 9.8 (49.6)                 | 8.0 (46.4)                 | 11.1 (52.0)                | 10.0 (50.0)                | 7.0 (44.6)                 | 8.0 (46.4)                 | 8.0 (46.4)                 | 9.0 (48.2)                 | 8.0 (46.4)                 | 8.8 (47.8)                 | 11.0 (51.8)                | 7.0 (44.6)                 |
| الهطول مم (إنش) | 1.2 (0.05)                 | 0.8 (0.03)                 | 1.8 (0.07)                 | 0.1 (0.00)                 | 0.1 (0.00)                 | 0.0 (0.0)                  | 0.0 (0.0)                  | 0.0 (0.0)                  | 0.0 (0.0)                  | 0.2 (0.01)                 | 0.0 (0.0)                  | 0.1 (0.00)                 | 4.3 (0.17)                 |
| متوسط أيام هطول الأمطار (≥ 1.0 mm)                                                                                     | 1.3                        | 0.6                        | 0.9                        | 0.6                        | 0.0                        | 0.0                        | 0.0                        | 0.0                        | 0.0                        | 0.0                        | 0.1                        | 0.4                        | 3.9                        |
| متوسط الرطوبة النسبية (%)                                                                                              | 84                         | 81                         | 81                         | 82                         | 86                         | 84                         | 86                         | 85                         | 86                         | 86                         | 84                         | 82                         | 84                         |
| المصدر #1: NOAA, Meteo Climat (record highs and lows)                                                                  |                            |                            |                            |                            |                            |                            |                            |                            |                            |                            |                            |                            |                            |
| المصدر #2: الأرصاد الجوية الألمانية (mean temperatures 1949–1985, precipitation days 1970–1990 and humidity 1975–1985) |                            |                            |                            |                            |                            |                            |                            |                            |                            |                            |                            |                            |                            |

## توأمة
لتروخيو (بيرو) اتفاقيات توأمة مع كل من:
- تيميشوارا (8 سبتمبر 2010 -)[12]
- ليما
- نور سلطان
- ترجالة
- Trujillo, Honduras [الإنجليزية]‏
- تروخيو [الإنجليزية]‏
- دالاس (14 مايو 2013 -)[13]
- ماناغوا
- أسونسيون
- Metepec, State of Mexico [الإنجليزية]‏ (21 يونيو 1996 -)[13]
- بابيلونيس (14 يونيو 2007 -)[13]
- برشلونة (20 فبراير 1991 -)[13]

## أعلام
- خوسيه كارلوس فرنانديز
- كارول كاستيلو
- هنري إيان كوسيك
- ميغيل هورتاس
- كريستيان كويفا